# Meunasah Karieng
Meunasah Karieng is een bestuurslaag in het regentschap Aceh Besar van de provincie Atjeh, Indonesië. Meunasah Karieng telt 528 inwoners (volkstelling 2010).